# Крепкіна Віра Самуїлівна
Ві́ра Самуї́лівна Кре́пкіна, до шлюбу Калашникова (16 квітня 1933, Котельнич, Кіровська область, Росія — 25 квітня 2023, Київ) — українська радянська легкоатлетка, олімпійська чемпіонка, заслужений майстер спорту СРСР.

## Життєпис
Після закінчення Вологодського залізничного технікуму працювала в дистанції шляху техніком околотку на Північній і Південно-Західній залізницях.
Згодом закінчила Київський інститут фізичної культури.
Пішла з життя, маючи 90 років.

## Спортивна кар'єра
Зайняття спортом розпочала у шкільні роки. Тренувалася у Вологді, пізніше у Києві в спортивному товаристві «Локомотив».
Виступала за збірну Радянського Союзу на римській Олімпіаді. Спеціалізуючись у спринті і будучи на той час співволодаркою світового рекрду в бігу на дистанції 100 метрів, вона неспідівано виграла золоту олімпійську медаль у стрибках в довжину із олімпійським рекордом 6 м 37 см, обігнавши чемпіонку минулої Олімпіади Ельжбету Кшесіньську і світову рекордсменку Гільдрун Клаус.

## Нагороди і почесні звання
- Орден Леніна (1960)
- Заслужений майстер спорту СРСР.